# Porsche-Diesel Motorenbau
A Porsche-Diesel Motorenbau GmbH a Dr. Ing h.c. F Porsche KG által létrehozott mezőgazdasági vontatókat gyártó cég volt. A Porsche-Diesel ezen a néven 1954 és 1963 között működött a Boden-tó partján fekvő Friedrichshafen Manzell városrészében, összesen 120 000 Porsche traktort gyártottak. A Porsche traktorok története 1937-ben kezdődött, amikor a Volkswagen „népautó” mintájára a „Volksschlepper”, „néptraktor” ötlete megszületett, amiből az évek során a stuttgarti Porsche fejlesztési üzemében számos prototípus készült.

## Történet
1937-ben Adolf Hitler a Német Munkafronton keresztül megbízta Ferdinand Porschét, hogy készítsen terveket egy kistrakor gyártásához, ami – a Volkswagen Bogár népautó szerepéhez hasonlóan – „néptraktorként” nagy mennyiségben modernizálhatja a mezőgazdasági motorizációt. A mezőgazdasági vontatónak több szempontnak is meg kellett felelnie, fontos volt az elérhető ár, a kedvező üzemeltetési és fenntartási költségek, nagy mennyiségben gyárthatónak kellett lennie, a teljesítménynek megfelelőnek kellett lenni a gépesített mezőgazdasági műveletek legtöbb fajtájához, ezen kívül elvárás volt, hogy robusztus, ugyanakkor könnyen, egyszerűen kezelhető legyen. A tervek szerint egy 8 kW-os (11 LE) léghűtéses, kéthengeres motorral ellátott traktor alkalmas lett volna kis és közepes méretű gazdaságok motorizáláshoz, a nagyüzemi gyártáshoz. Waldbrölben rendeztek be egy gyártóüzemet – azonban a második világháború kitörése miatt ebben az üzemben végül csak prototípusok készültek.
Az első Porsche traktor a „néptraktor” továbbfejlesztése. A gyártást 1950-ben kezdték meg Friedrichshafenben az uhingeni Allgaier Werke GmbH-val együttműködve. 1954-ben a Mannesmann-konszernnel kooperálva megalakult a Porsche-Diesel-Motorenbau GmbH. 1962-ben az M.A.N. traktorgyártási üzletágát összevonták a Porsche-Diesellel. 1963-ban a Renault felvásárolta a Porschétól a traktorgyártási üzletágat. Összesen körül-belül 120 000 Porsche traktor készült.
A traktorok gyártása 1963. július 15-én véget ért, az összeszerelő üzem gépeit, szerszámait, gyártósorait a Daimler-Benz AG leányvállalata a Mercedes-Benz Motorenbau GmbH vásárolta fel, illetve átvette az üzemben dolgozó munkásokat. Már ugyanezen év augusztusában megkezdték az átszállított gyártósoron az MB 833, 837 és 838 nagy teljesítményű, többcélú, katonai felhasználású motorok gyártását Untertürkheimben.

## A Porsche traktorok színei

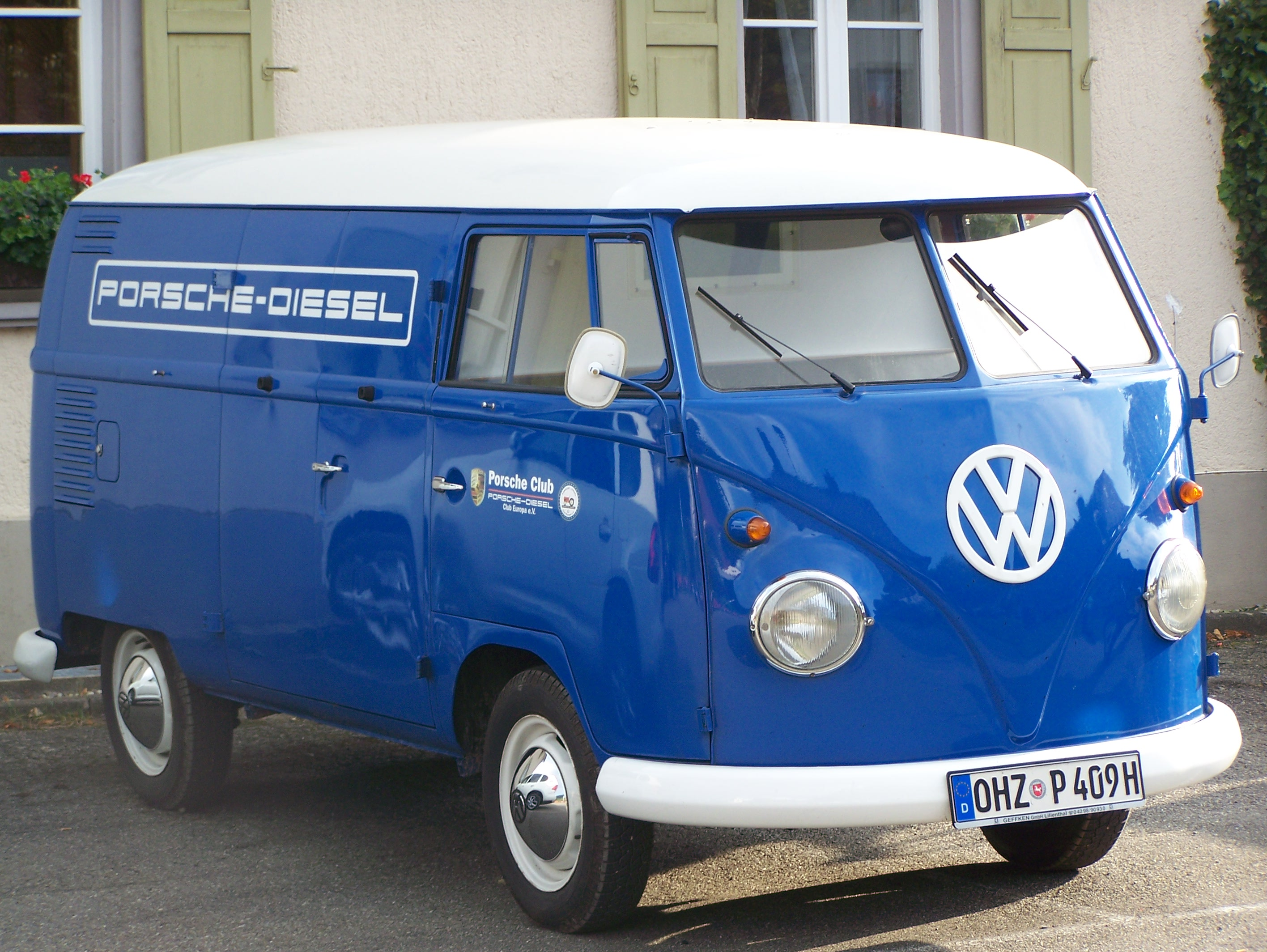
Porsche-Diesel szervizautó

A mezőgazdasági vontatóknál a funkcionalitás előtérbe helyezése miatt nagyon nehéz jellegzetes megjelenési formát tervezni, ezért a gyártók a termékeikre jellemző színekkel próbálják meg könnyen felismerhetővé tenni a traktorjaikat – így a Case fáklyavörös (flambeau red), a Caterpillar sárga (highway yellow), a New Holland kék (a kombájnok sárgák) a John Deere zöld-sárga, a Fordson kék, a Kubota narancssárga, a Lamborghini fehér, a Hürlimann sóskazöld.
A Porsche traktorok hagyományosan kárminpiros (RAL 3002) színben voltak elérhetőek, keréktárcsáik elefántcsont (RAL 1014) – ritkábban az elefántcsont egy világosabb árnyalatával (RAL 1015) –, a feliratok pedig krémfehér (RAL 9001) színt kaptak. Az Algaier traktorok levélzöld (RAL 6002), illetve export piacra narancs (RAL 2010) fényezéssel készültek. A Porsche-Diesel szervizautói és a Porsche-Diesel szervizek cégér táblái kék (RAL 5005) fényezést kaptak. A Porsche-Diesel traktorok fényezése a korszak akkor szokásos technológiájával –, műgyanta lakkal, nem pedig a manapság használatos többkomponenses lakkal – készült, ezért az eredeti, vagy eredeti állapotukba visszaállított traktorok lakkozása inkább selyemfényű, mintsem magasfényű.

## Modellek
A Porsche-Diesel traktorok számtalan variánsban készültek, egy-, két-, három- és négyhengeres motorokkal, a típusjelölések alapján beazonosítható a beszerelt motor.

### Egyhengeres modellek
| Egyhengeres Porsche traktorokJunior 108 (1958)Junior Fritzmeier felépítménnyel | P 111 L                              | P 111 K                              | Junior 4                             | Junior 108 K / KH                    | Junior 108 L / LH                    | Junior 108 S                         | Junior 108 V                         | Junior 109 G (V)                     |
| ------------------------------------------------------------------------------ | ------------------------------------ | ------------------------------------ | ------------------------------------ | ------------------------------------ | ------------------------------------ | ------------------------------------ | ------------------------------------ | ------------------------------------ |
| Motor:                                                                         | Egyhengeres motor                    | Egyhengeres motor                    | Egyhengeres motor                    | Egyhengeres motor                    | Egyhengeres motor                    | Egyhengeres motor                    | Egyhengeres motor                    | Egyhengeres motor                    |
| Lökettérfogat:                                                                 | 822 cm³                              | 822 cm³                              | 822 cm³                              | 822 cm³                              | 822 cm³                              | 822 cm³                              | 822 cm³                              | 875 cm³                              |
| Teljesítmény 1/min-nél:                                                        | 8,8 kW (12 LE)                       | 8,8 kW (12 LE)                       | 10,2 kW (14 LE)                      | 10,2 kW (14 LE)                      | 10,2 kW (14 LE)                      | 10,2 kW (14 LE)                      | 10,2 kW (14 LE)                      | 11 kW (15 LE)                        |
| Nyomatékváltómű:                                                               | 4 előremeneti, 4 hátrameneti fokozat | 4 előremeneti, 4 hátrameneti fokozat | 4 előremeneti, 4 hátrameneti fokozat | 6 előremeneti, 2 hátrameneti fokozat | 6 előremeneti, 2 hátrameneti fokozat | 6 előremeneti, 2 hátrameneti fokozat | 6 előremeneti, 2 hátrameneti fokozat | 6 előremeneti, 2 hátrameneti fokozat |
| Nyomtáv elöl/hátul:                                                            | 1028-1488 / 1000–1600 mm             | 1028-1488 / 1000–1600 mm             | 1250/1500 mm                         | 1250/1500 mm                         | 1250/1750 mm                         | 660/1160 mm                          | 1250/1500 mm                         | 1160/1500 mm                         |
| Tengelytáv:                                                                    | 1700 mm                              | 1550 mm                              | 1557 mm                              | 1557 mm                              | 1838 mm                              | 1557 mm                              | 1557 mm                              | 1544 mm                              |
| Gumik/keréktárcsák:                                                            | 4.00-15 / 8-24, 7-30, 7-24           | 4.00-15 / 8-24, 7-30, 7-24           | 4.50-16 / 8-24                       | 4.50-16 / 8-24                       | 4.40-16 / 8-24                       | 4.00-16 / 8-24                       | 4.50-16 / 8-24                       | 4.50-16 / 8-24                       |
| Méretek H × Sz × M:                                                            | 2750 × 1220–1810 × 1560 mm           | 2600 × 1220–1810 × 1610 mm           | 2560 × 1460 × 1460 mm                | 2560 × 1460 × 1460 mm                | 2840 × 1464 × 1536 mm                | 2475 × 873 × 1440 mm                 | 2560 × 1460 × 1460 mm                | 2560 × 1490 × 1500 mm                |
| Üres tömeg:                                                                    | 950 kg                               | 880 kg                               | 875 kg                               | 875 kg                               | 910 kg                               | 880 kg                               | 875 kg                               | 875 kg                               |
| Végsebesség:                                                                   | 16,5 km/h                            | 16,5 km/h                            | 19,9 km/h                            | 19,9 km/h                            | 19,9 km/h                            | 19,9 km/h                            | 19,9 km/h                            | 19,9 km/h                            |

### Kéthengeres modellek
| Kéthengeres Porsche traktorokStandard (1958, 22LE)Standard 217 (1960, 20LE) | AP 16                                | AP 17                                | AP 18                                | AP 22                                | P 122                                            | Standard AP                          | Standard AP/S                        | Standard N 208                       | Standard H 218                       | Standard V 218                       | Standard U 218                       | Standard S 218                       | Standard T 217                       | Standard Star 238                    | Standard Star 219                    |
| --------------------------------------------------------------------------- | ------------------------------------ | ------------------------------------ | ------------------------------------ | ------------------------------------ | ------------------------------------------------ | ------------------------------------ | ------------------------------------ | ------------------------------------ | ------------------------------------ | ------------------------------------ | ------------------------------------ | ------------------------------------ | ------------------------------------ | ------------------------------------ | ------------------------------------ |
| Motor:                                                                      | Kéthengeres motor                    | Kéthengeres motor                    | Kéthengeres motor                    | Kéthengeres motor                    | Kéthengeres motor                                | Kéthengeres motor                    | Kéthengeres motor                    | Kéthengeres motor                    | Kéthengeres motor                    | Kéthengeres motor                    | Kéthengeres motor                    | Kéthengeres motor                    | Kéthengeres motor                    | Kéthengeres motor                    | Kéthengeres motor                    |
| Lökettérfogat:                                                              | 1374 cm³                             | 1374 cm³                             | 1531 cm³                             | 1531 cm³                             | 1644 cm³                                         | 1531 cm³                             | 1531 cm³                             |                                      | 1644 cm³                             | 1644 cm³                             |                                      | 1644 cm³                             | 1374 cm³                             | 1629 cm³                             | 1750 cm³                             |
| Teljesítmény 1/min-nél:                                                     | 11,8 kW (16 LE)                      | 13,3 kW (18 LE)                      | 13,3 kW (18 LE)                      | 16,1 kW (22 LE)                      | 16,1 kW (22 LE)                                  | 14,6 kW (20 LE) / 16,1 kW (22 LE)    | 16,1 kW (22 LE)                      | 18,3 kW (25 LE)                      | 18,3 kW (25 LE)                      | 18,3 kW (25 LE)                      | 16,1 kW (22 LE)                      | 18,3 kW (25 LE)                      | 14,6 kW (20 LE)                      | 19 kW (26 LE)                        | 22 kW (30 LE)                        |
| Nyomatékváltómű:                                                            | 5 előremeneti, 1 hátrameneti fokozat | 5 előremeneti, 1 hátrameneti fokozat | 5 előremeneti, 1 hátrameneti fokozat | 5 előremeneti, 1 hátrameneti fokozat | 5 előremeneti, 1 hátrameneti fokozat             | 5 előremeneti, 1 hátrameneti fokozat | 5 előremeneti, 1 hátrameneti fokozat | 5 előremeneti, 1 hátrameneti fokozat | 5 előremeneti, 1 hátrameneti fokozat | 5 előremeneti, 1 hátrameneti fokozat | 5 előremeneti, 1 hátrameneti fokozat | 5 előremeneti, 1 hátrameneti fokozat | 5 előremeneti, 1 hátrameneti fokozat | 5 előremeneti, 1 hátrameneti fokozat | 5 előremeneti, 1 hátrameneti fokozat |
| Nyomtáv elöl/hátul:                                                         | 1250 mm                              |                                      | 1250-1550 / 1258–1854 mm             | 1250-1550 / 1258–1854 mm             | 1290-1686 / 1263–1749 mm                         | 1258 / 1854 mm                       | 840 / 1240 mm                        |                                      | 1250 / 1855 mm                       | 1250 / 1855 mm                       |                                      | 840 / 1240 mm                        | 1140-1540 / 1250–1500 mm             | 1225 / 1725 mm                       | 1250 / 1500 mm                       |
| Tengelytáv:                                                                 | 1500 mm                              |                                      | 1540 mm                              | 1680 mm                              | 1530 mm                                          | 1680 mm                              | 1620 mm                              |                                      | 1668 mm                              | 1668 mm                              |                                      | 1620 mm                              | 1850 mm                              | 2000 mm                              | 2000 mm                              |
| Gumik/keréktárcsák:                                                         | 4.50-16 / 8-24, 8-32                 |                                      | 4.50-16, 5.00-16 / 8-24, 10-28       | 4.50-16, 5.00-16 / 10-28             | 5.00-16, 5.50-16 / 10-28, 8-24, 8-32, 9-24, 9-36 | 5.00-16 / 8-32, 10-28                | 5.00-16 / 8-24                       |                                      | 5.00-16, 4.50-16 / 10-28, 8-32       | 5.00-16, 4.50-16 / 10-28, 8-32       |                                      | 5.50-16, 5.00-16 / 8-28, 10-24, 9-28 | 5.00-16 / 8-24                       | 5.50-16 / 9-32, 10-28, 11-28         | 5.50-16 / 9-32, 10-28, 11-28, 9-36   |
| Méretek H × Sz × M:                                                         | 2550 × 1530 × 1485 mm                | 2500 × 1520 × ? mm                   | 2605 × 1550 × 1605 mm                | 2970 × 1550 × 1600 mm                | 2680 × 1535–2021 × 1530 mm                       | 2835 × 1568 × 1600 mm                | 2640 × 1052 × 1495 mm                |                                      | 2835 × 1570 × 1600 mm                | 2835 × 1570 × 1600 mm                |                                      | 2640 × 1052 × 1495 mm                | 2890 × 1490 × 1770 mm                | 3050 × 1500 × 1870 mm                | 3470 × 1530/ 1550 × 1450/ 1470 mm    |
| Üres tömeg:                                                                 | 1115 kg                              | 1017 kg                              | 1332 kg                              | 1335 kg                              | 1485 kg                                          | 1332 kg / 1347 kg                    | 1070 kg                              |                                      | 1625 kg                              | 1350 kg                              |                                      | 1590 kg                              | 1125 kg                              | 1340 kg                              | 1510 kg                              |
| Végsebesség:                                                                | 19,2 km/h                            |                                      | 19,8 km/h                            | 19,1 km/h                            | 28,2 km/h                                        | 19,1 km/h                            | 20 km/h                              |                                      | 20 km/h                              | 20 km/h                              |                                      | 20 km/h                              | 20 km/h                              | 20 km/h                              | 19 km/h                              |

### Háromhengeres modellek
| Motor:                  | Háromhengeres motor                  | Háromhengeres motor                                      | Háromhengeres motor                  | Háromhengeres motor                  | Háromhengeres motor                  | Háromhengeres motor                  | Háromhengeres motor                           | Háromhengeres motor                  | Háromhengeres motor                  | Háromhengeres motor                  | Háromhengeres motor                  | Háromhengeres motor                  | Háromhengeres motor                         | Háromhengeres motor                   | Háromhengeres motor                  | Háromhengeres motor | Háromhengeres motor | Háromhengeres motor |  |
| Lökettérfogat:          | 2467 cm³                             | 2467 cm³                                                 | 2467 cm³                             | 2467 cm³                             | 2467 cm³                             | 2467 cm³                             | 2467 cm³                                      | 2625 cm³                             | 2625 cm³                             | 2625 cm³                             | 2467 cm³                             | 2625 cm³                             | 2625 cm³                                    | 2625 cm³                              |                                      |                     |                     |                     |  |
| Teljesítmény 1/min-nél: | 24,2 kW (33 LE)                      | 24,2 kW (33 LE)                                          | 27,8 kW (38 LE)                      | 27,8 kW (38 LE)                      | 27,8 kW (38 LE)                      | 27,8 kW (38 LE)                      | 27,8 kW (38 LE)                               | 29,3 kW (40 LE)                      | 29,3 kW (40 LE)                      | 29,3 kW (40 LE)                      | 29,3 kW (40 LE)                      | 29,3 kW (40 LE)                      | 25,6 kW (35 LE)                             | 22 kW (30 LE)                         | 18,39 kW (25 LE)                     | 18,39 kW (25 LE)    |                     |                     |  |
| Nyomatékváltómű:        | 5 előremeneti, 1 hátrameneti fokozat | 5 előremeneti, 1 hátrameneti fokozat                     | 5 előremeneti, 1 hátrameneti fokozat | 5 előremeneti, 1 hátrameneti fokozat | 5 előremeneti, 1 hátrameneti fokozat | 5 előremeneti, 1 hátrameneti fokozat | 5 előremeneti, 1 hátrameneti fokozat          | 5 előremeneti, 1 hátrameneti fokozat | 5 előremeneti, 1 hátrameneti fokozat | 5 előremeneti, 1 hátrameneti fokozat | 5 előremeneti, 1 hátrameneti fokozat | 5 előremeneti, 1 hátrameneti fokozat | 8 előremeneti, 2 hátrameneti fokozat        | 8 előremeneti, 2 hátrameneti fokozat  | 5 előremeneti, 1 hátrameneti fokozat |                     |                     |                     |  |
| Nyomtáv elöl/hátul:     |                                      | 1290-1686 / 1290–1776 mm                                 |                                      |                                      |                                      | 1409/ 1500 mm                        | 1285/ 1881 mm                                 |                                      |                                      | 1409/ 1500 mm                        | 1380/ 1780 mm                        | 1376/ 1976 mm                        | 1248/ 1725 mm                               | 1225/ 1748 mm                         | 1250/ 1855 mm                        |                     |                     |                     |  |
| Tengelytáv:             |                                      | 1680 mm                                                  |                                      |                                      |                                      | 1820 mm                              | 1820 mm                                       |                                      |                                      | 1815 mm                              | 2009 mm                              | 2008 mm                              | 1965 mm                                     | 1965 mm                               | 1.620 mm                             |                     |                     |                     |  |
| Gumik/keréktárcsák:     |                                      | 5.50-16, 6.00-20 / 10-28, 8-32, 9-42, 9-36, 11-28, 13-30 |                                      |                                      | 5.50-16 / 10-24                      | 6.00-20 / 13-30                      | 5.50-16, 6.00-20 / 10-28, 11-28, 11-36, 13-30 |                                      |                                      | 7.50-18 / 13-30                      | 6.00-20 / 13-30, 11-36, 9-36         | 6.00-20 / 11-36                      | 5.50-16, 6.00-16 / 9-32, 9-36, 11-28, 11-32 | 5.50-16, 6.00-16 / 9-32, 10-28, 11-28 | 4.50-10.0 / 8-24                     |                     |                     |                     |  |
| Méretek H × Sz × M:     |                                      | 2880 × 1592–2078 × 1710 mm                               |                                      |                                      | 2800 × 1150 × ? mm                   | 3085 × 1655 × 1685 mm                | 2970 × 1595 × 1614 mm                         |                                      |                                      | 3400 × 1775 × 1750 mm                | 3230 × 1826 × 1660 mm                | 3230 × 1830 × 1660 mm                | 3510 × 1530 × 1450 mm                       | 3510 × 1530 × 1645 mm                 | 2835 × 1570 × 1600 mm                |                     |                     |                     |  |
| Üres tömeg:             |                                      | 1657 kg                                                  | 1615 kg                              |                                      | 1530 kg                              | 2460 kg                              | 1657 kg                                       |                                      |                                      | 2450 kg                              | 2000 kg                              | 2030 kg                              | 1585 kg                                     | 1585 kg                               | 1625 kg                              | 1625 kg             |                     |                     |  |
| Végsebesség:            |                                      | 20 km/h                                                  |                                      |                                      |                                      | 25,1 km/h                            | 20 km/h                                       |                                      |                                      | 27,1 km/h                            | 19,4–26,2 km/h                       | 19,4–27,9 km/h                       | 26,8 km/h                                   | 19,2 km/h                             |                                      |                     |                     |                     |  |

### Négyhengeres modellek
| Négyhengeres Porsche traktorokMaster 419Master F 418 (1960, 50LE) | P 144                                | Master 408                           | Master 418                           | Master 409         | Master 419                               | Master 429         |
| ----------------------------------------------------------------- | ------------------------------------ | ------------------------------------ | ------------------------------------ | ------------------ | ---------------------------------------- | ------------------ |
| Motor:                                                            | Négyhengeres motor                   | Négyhengeres motor                   | Négyhengeres motor                   | Négyhengeres motor | Négyhengeres motor                       | Négyhengeres motor |
| Lökettérfogat:                                                    | 3289 cm³                             | 3289 cm³                             | 3289 cm³                             | 3500 cm³           | 3500 cm³                                 | 3500 cm³           |
| Teljesítmény 1/min-nél:                                           | 32,2 kW (44 LE)                      | 36,6 kW (50 LE)                      | 36,6 kW (50 LE)                      | 36,6 kW (50 LE)    | 36,6 kW (50 LE)                          | 36,6 kW (50 LE)    |
| Nyomatékváltómű:                                                  | 5 előremeneti, 1 hátrameneti fokozat | 7 előremeneti, 1 hátrameneti fokozat | 8 előremeneti, 4 hátrameneti fokozat |                    | 8 előremeneti, 1 hátrameneti fokozat     |                    |
| Nyomtáv elöl/hátul::                                              | 1460 / 1274–1974 mm                  | 1500 / 1500 mm                       | 1370–1780/1376–1967 mm               |                    | 1380–1780/1376–1967 mm                   |                    |
| Tengelytáv:                                                       | 1980 mm                              | 2465 mm                              | 2166 mm                              |                    | 2166 mm                                  |                    |
| Gumik/keréktárcsák:                                               | 6.00-20 / 13-30, 9-42                | 6.00-16 / 13-30                      | 6.00-16, 6.00-20 / 13-30, 11-36      | 9.50-24 / 15,5-38  | 6.00-20, 6.00-19, 7.50-16 / 13-30, 11-36 | 9.50-24 / 15,5-38  |
| Méretek H × Sz × M:                                               | 3130 × 1640–2340 × 1840 mm           | 3560 × 1865 × 1870 mm                | 3380 × 1865 × 1637 mm                | 3650 × 1865 × ? mm | 3380 × 1826 × 1637 mm                    |                    |
| Üres tömeg:                                                       | 2095 kg                              | 2450 kg                              | 2100 kg                              | 2575 kg            | 2100 kg                                  | 1788 kg            |
| Végsebesség:                                                      | 26,3 km/h                            | 19,5–26,3 km/h                       | 19,5–26,3 km/h                       |                    | 19,4–27,4 km/h                           | 27 km/h            |

## Mérföldkövek
- 1954: a Porsche-Diesel-Motorenbau GmbH alapítása, a Mannesmann-konszern támogatásával
- 1956: gyártóüzem alapítás, a 100 000 német márka törzstőkét a Mannesmann megemelte 2 500 000 márkára. A tervezett gyártási volumen 20 000 traktor/év. Az AP 18-ast teleszkóp csillapítású független kerékfelfüggesztésű mellső járószerkezettel[mj 1] kezdték szerelni. A hajtáslánc teljesítményét 12 és 44 lóerő közötti tartományra terjesztették ki. A Porsche-Diesel-Motorenbau GmbH átvette az Allgaier Werke GmbH mezőgazdasági vontató gyártás üzletágát.
- 1957: bemutattak egy teljesen új modellpalettát és négy új – 14 és 50 lóerő közötti – vontató típus gyártását kezdték meg.
- 1958: a Deutz-cal kötött együttműködési megállapodás következményeként a gyártási darabszám 17 000 -re, a piaci részesedés 7 %-ról 12,1 -%-ra nőtt.
- 1959: a modellpaletta 20 és 40 lóerő közötti, a felszereltségnél a funkcionalitásra és a célszerűségre törekedtek, többféle kiegészítőt lehetett a traktorokhoz rendelni, többek között többféle kihajtással és hárompont függesztésű csatlakozószerkezettel
- 1960: új modellpaletta öt traktortípussal 14 és 35 lóerő között
- 1962: az MAN traktorgyártás átvétele, a Renault felvásárolja a céget
- 1963: elkészült az utolsó Porsche traktor. A gyártóberendezéseket a Daimler-Benz vette át, míg a hajtás és alkatrész-utánpótlás részlegek a Renault-hoz kerültek
- 1964: a japán Iseki megkezdi a még 1963-ban megkötött licenc megállapodás keretei között a Porsche traktorok Iseki márkanéven történő gyártást

## Fordítás
Ez a szócikk részben vagy egészben  a   Porsche-Diesel Motorenbau című német Wikipédia-szócikk ezen változatának fordításán alapul.  Az eredeti cikk szerkesztőit annak laptörténete sorolja fel. Ez a jelzés csupán a megfogalmazás eredetét és a szerzői jogokat jelzi, nem szolgál a cikkben szereplő információk forrásmegjelöléseként.